# 巴斯蒂門多斯島

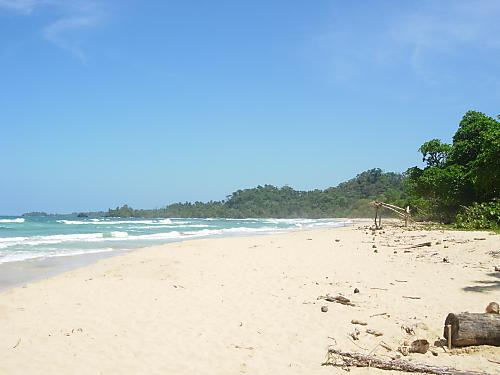

巴斯蒂門多斯島是巴拿馬的島嶼，位於該國西北部加勒比海，距離波帕島200米，屬於博卡斯德爾托羅群島的一部分，由博卡斯德爾托羅省負責管轄，面積52平方公里。